# Sauconiet
Het mineraal sauconiet is een natrium-zink-aluminium-fyllosilicaat, een verbinding van drie fyllosilicaationen met natrium, zink, aluminium en twee hydroxylgroepen met molecuulformule
Na0.3Zn3Si3AlO10(OH)2·4(H2O).
Het is naar de typelocatie Saucon Valley genoemd, waar het mineraal voor het eerst is beschreven, in de staat Pennsylvania. Het is een fyllosilicaat, is gehydrateerd, een kleimineraal en binnen de kleimineralen een smectiet. Het is blauwwit of roodbruin, heeft een doffe glans en een witte streepkleur. Het heeft een monoklien kristalstelsel en de splijting is perfect volgens kristalvlak [001]. De massadichtheid is 2,45 kg/l, de hardheid is 1 tot 2 en het mineraal is niet radioactief. Het is een kleimineraal dat in geoxideerde afzettingen voorkomt met zink en koper. 